# Рахмонов, Бурхон
Бурхон Рахмонов (тадж. Бурҳон Раҳмон; 4 апреля 1934, Ванчский район, Автономная область Горного Бадахшана — 28 декабря 2015, Душанбе) — диктор таджикского радио и телевидения.

## Биография
Родился 4 апреля 1934 года в Ванджском районе, Горнобадахшанской Автономной области, Республики Таджикистан. В 1957 году, после окончания факультета таджикской филологии Таджикского Государственного педагогического института им Т. Г. Шевченко (ныне Таджикский государственный педагогический университет имени С. Айни), начал работу в Государственном Комитете телевидения и радиовещания в качестве диктора отдела иностранного вещания таджикского радио. И почти до последних дней своей жизни работал в этом отделе.
Умер 27 декабря 2015 года в г. Душанбе.

## Деятельность
Был ведущим очень многих правительственных концертов и мероприятий, в том числе трансляций демонстраций трудящихся и парадов, посвящённых Дню Победы. Также очень часто принимал участие в дубляже художественных и документальных фильмов на таджикский язык. Озвучил более 400 фильмов. Награждён несколькими медалями и Почётными грамотами. Удостоен Почётного звания Заслуженного деятеля культуры Республики Таджикистан и отличника радио и телевидения СССР.